# Paul de Borman

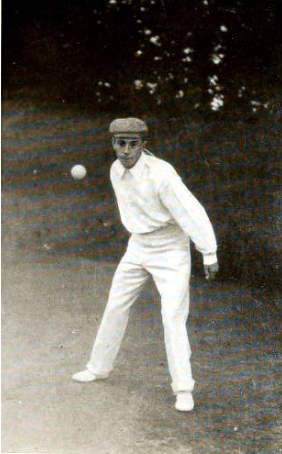
De Borman (ca. 1908)

Paul de Borman (* 1. Dezember 1879 in Sint-Joost-ten-Node; † 21. April 1948 in Ostende) war ein belgischer Tennisspieler.

## Leben
De Borman nahm ab 1897 an Tennisturnieren teil. Bei den Wimbledon Championships konnte er 1904 bis ins Halbfinale vordringen, unterlag dort jedoch Josiah Ritchie in drei Sätzen. Im selben Jahr nahm er zusammen mit seinem Landsmann William le Maire de Warzée am Davis Cup teil, die belgische Mannschaft musste sich jedoch im Finale Großbritannien geschlagen geben. Er gewann neun Mal die belgischen Meisterschaften im Einzel und drei Mal im Doppel. Zuletzt spielte er 1922 im Einzel von Wimbledon.
1908 heiratete er Anne de Selliers de Moranville, ebenfalls eine Tennisspielerin, die 1920 an den Olympischen Spielen in Antwerpen teilnahm.
De Borman engagierte sich darüber hinaus in der International Tennis Federation. Er war 1919 Vorsitzender sowie 1946 und 1947 Präsident des ITF. Er starb 1948 im Alter von 68 Jahren in Ostende.